# ويليام لوكوفي
ويليام لوكوفي (من مواليد 15 أغسطس 1955) هو سياسي من حزب الثورة التنزاني وعضو في البرلمان عن دائرة إسماني الانتخابية. يشغل حاليًا منصب وزير الأراضي والإسكان وتنمية المستوطنات البشرية. حصل على درجة الماجستير في الآداب في العلوم السياسية من جامعة تنزانيا المفتوحة.